# SHA-2
SHA-2 (Secure Hash Algorithm 2)는 미국 국가안보국(NSA)이 설계한 암호화 해시 함수들의 집합이다. 암호 해시 함수는 디지털 데이터 상에서 수학적으로 동작하며 기존의 예측된 해시값에 대해 계산된 해시(알고리즘의 실행 출력)를 비교함으로써 사람이 데이터의 무결성을 파악할 수 있게 된다. 이를테면 다운로드한 파일의 해시를 계산한 다음 이전에 게시한 해시 결과물의 결과와 비교하면 다운로드한 파일이 수정 또는 조작되었는지 알 수 있다. 암호 해시 함수의 주요 개념은 충돌 회피이다. 즉, 누구도 동일한 해시 출력 결과가 있는 두 개의 다른 입력값을 알아낼 수 없다.
SHA-2는 전작 SHA-1으로부터 상당한 변경사항을 포함하고 있다. SHA-2 계열은 224, 256, 384, 512비트로 된 다이제스트(해시값)이 있는 6개의 해시 함수를 구성하고 있다: SHA-224, SHA-256, SHA-384, SHA-512, SHA-512/224, SHA-512/256.

## 같이 보기
- HMAC

### 추가 문헌
- Henri Gilbert, Helena Handschuh: Security Analysis of SHA-256 and Sisters. en:Selected Areas in Cryptography 2003: pp175-193
- “Proposed Revision of Federal Information Processing Standard (FIPS) 180, Secure Hash Standard”. 《Federal Register》 59 (131): 35317–35318. 1994년 7월 11일. 2007년 4월 26일에 확인함.[깨진 링크(과거 내용 찾기)]